# Смышлёный (эсминец, 1939)
«Смышлёный» — эскадренный миноносец проекта 7-У Черноморского флота ВМФ СССР. Первый черноморский корабль данного класса. Участвовал в начальном этапе Великой Отечественной войны на Чёрном море, в обороне Одессы и снабжении осаждённого Севастополя. 6 марта 1942 года при возвращении в Новороссийск подорвался на советском минном заграждении. При буксировке 7 марта потерял управление, опрокинулся и вскоре затонул. Почти весь экипаж погиб при детонации глубинных бомб.

## Строительство
Корабли данного проекта разрабатывались конструкторским бюро Северной судостроительной верфи под общим руководством главного конструктора Н. А. Лебедева и наблюдением представителя ВМФ А. Э. Цукшвердта.
Корабль был заложен как «Полезный» 15 октября 1936 года в Николаеве на заводе № 200 (имени 61 коммунара) по проекту 7 с заводским номером 1077. 27 июня 1938 года эсминец был перезаложен по проекту 7У, при этом у почти готового корпуса пришлось демонтировать ряд конструкций, и спущен на воду 26 августа 1939 года. 25 сентября 1940 года корабль был переименован в «Смышлёный» и 10 ноября 1940 года вошёл в состав Черноморского флота. 12 апреля 1941 года на корабле был поднят Военно-морской флаг СССР.

## История службы

### 1941 год
К началу Великой Отечественной войны «Смышлёный» находился в составе 3-го дивизиона эсминцев Отряда лёгких сил в Севастополе, носил тактическое обозначение СМ. Командиром корабля тогда был капитан 3 ранга Виктор Шегул-Тихомиров. 15—20 июня 1941 года участвовал в большом военно-морском учении в северо-западной части Чёрного моря.
В войну корабль вступил одним из первых: в четвёртом часу утра 22 июня 1941 года его зенитная артиллерия участвовала в отражении налёта немецкой авиации на Севастополь.
23—25 июня 1941 года «Смышлёный» совместно с лидером «Харьков» и эсминцем «Беспощадный» выходил в море на поиск отряда румынских кораблей, якобы стремившихся высадить десант у Одессы. 
26 июня в ходе операций лидеров «Харьков» и «Москва» на Констанцу входил в группу кораблей поддержки, но на выходе из Севастополя зацепил своим параваном параван крейсера «Ворошилов» и отстал. Позднее он присоединился к эсминцу «Сообразительный» для эскортирования повреждённого лидера «Харьков», совместными усилиями при возвращении в Севастополь корабли отбили 6 атак немецкой авиации.
С 5 июля корабль участвовал в походе к Кавказскому побережью, с середины июля на нём велись работы по установке размагничивающего устройства типа ЛФТИ.
С 19 августа 1941 года «Смышлёный» вступил в оборону Одессы: эскортировал транспорты и боевые корабли, на своём борту также перевозил грузы и людей. С 27 по 30 августа, а также 15 октября осуществлял огневую поддержку обороняющихся войск. В ночь на 31 августа при артобстреле румынских позиций под Одессой подвергся атаке немецкой авиации и получил повреждения обшивки борта от близкого разрыва крупной авиабомбы, из-за чего почти весь сентябрь корабль провёл в ремонте.  
В следующий поход к Одессе «Смышлёный» вышел 3 октября. Участвовал в операции по эвакуации Одесского гарнизона, при этом кроме выполнения обычных задач по артиллерийскому обстрелу позиций осаждающих, 14 октября выставил 45 мин на подходах к порту. В день завершения эвакуации, 16 октября, «Смышлёный» уходил из Одессы в последнем отряде, принял на борт подрывные партии уничтожавших важные объекты минёров. В пути корабль отбил несколько атак атаковавших конвой вражеских самолётов.
В ноябре 1941 года эсминец вступил в оборону Севастополя, во время которой так же эскортировал транспорты, перевозил грузы и людей, оказывал огневую поддержку оборонявшим город войскам, отбивал многочисленные атаки немецкой авиации. 9-15 ноября корабль участвовал в тяжелейшем походе в штормовую погоду, приведя из Севастополя на Кавказ крупнейший на Чёрном море плавдок, жизненно необходимый для ремонта боевых кораблей. Буксирные тросы лопались несколько раз, боцманская команда сращивала их и вновь подавала на док, от ударов оборванных тросов несколько моряков получили ранения. Задание было выполнено.
В ноябре-декабре 1941 годы «Смышлёный» 4 раза ходил в Севастополь, оставаясь там на 3-5 суток для ведения артиллерийского огня, сыграв важную роль в отражении второго штурма города противником. При этом с 28 ноября по 31 декабря эсминцем было израсходовано 986 снарядов.
С 28 по 30 декабря «Смышлёный» должен был участвовать в Керченско-Феодосийской десантной операции в составе отряда прикрытия, но ввиду выполнения им боевых задач в Севастополе фактически в этой операции не участвовал (при этом, поскольку он был включён в разработанные штабом флота документы на проведение операции, ряд авторов ошибочно утверждают об участии корабля в высадке десанта).

### 1942 год
1 и 16 января 1942 года участвовал в поддержке обороняющихся войск под Севастополем, израсходовав 56 и 115 снарядов. 6 января эсминец совместно с тральщиком Т-408 и четырьмя катерами попытался высадить в Евпатории второй эшелон высаженного накануне десанта, но из-за сильного волнения и противодействия противника сделать это не удалось, «Смышлёный» после артиллерийского боя с немецкими батареями и танками (по некоторым данным, корабль получил попадания снарядов) вернулся в Севастополь, где продолжал участвовать в обороне города. 16 января корабль обстреливал береговые батареи в Евпатории и 17 января 1942 года ушёл в Туапсе.  22 января при стоянке в Туапсе во время шторма «Смышлёный» получил повреждения корпуса, который был деформирован об удары о пирс и о другие корабли на протяжении 12 метров. Корабль почти месяц находился в ремонте.
20 февраля, 27—28 февраля, 4—5 марта 1942 года в составе отрядов кораблей флота участвовал в обстреле немецких войск в районе Феодосии.

## Гибель
Ранним утром 6 марта 1942 года при возвращении в Новороссийск после конвоирования транспортов в Керчь «Смышлёный» из-за ошибки в счислении оказался на своём же минном заграждении, где в 5:05 утра подорвался на советской мине, принял много воды, временно потерял управление и стал на якорь. После прибытия в район лидеров «Ташкент» и «Харьков» корабль своим ходом в 18:00 пошёл в Новороссийск. Во время этого перехода затопило второе и третье котельные отделения и корабль в 00:49 7 марта потерял ход. Первоначально эсминец около 2:00 часов был взят на буксир лидером «Харьков», но через 20 минут ввиду сильного волнения буксировочный трос оборвался, а завести его повторно не смогли. По докладам с эсминца, поступление воды непрерывно усиливалось, остойчивость ухудшалась и около 8:00 утра сильная волна положила корабль на борт, около 5 минут он оставался в таком положении (что сделало невозможным спуск шлюпок), а затем быстро затонул. При погружении взорвались глубинные бомбы и от возникшего динамического удара погибли почти все члены экипажа, другие быстро погибали от переохлаждения. Спасти удалось только двух человек (третий моряк был поднят на борт в бессознательном состоянии и не приходя в сознание умер).
За время участия в Великой Отечественной войне эсминец «Смышлёный» выполнил 45 боевых походов, прошёл свыше 15 000 миль, выполнил одну минную постановку, отконвоировал 28 транспортов и других кораблей — не допустив потери ни одного из этих кораблей. Артиллеристы корабля провели 30 обстрелов немецко-румынских позиций, уничтожив 5 артиллерийских и миномётных батарей, а зенитчики отбили 28 налётов авиации. В Одессу и Севастополь корабль доставил свыше 400 тонн грузов и до 1000 человек пополнения, а также эвакуировал ценности, гражданских лиц и раненых из этих городов.

## Командиры
Единственным командиром эсминца «Смышлёный» был капитан 3 ранга Виктор Шегул-Тихомиров, погибший вместе с большей частью экипажа при гибели корабля.